# Gareth Thomas (homme politique)
Pour les articles homonymes, voir Gareth Thomas.
Gareth Thomas Richard, né le 15 juillet 1967, est un homme politique britannique du parti travailliste coopératif qui est député pour Harrow West depuis 1997. Il est nommé ministre d'État au Département du Développement international et, à la suite des élections de 2010, il intègre le shadow cabinet . 
Thomas est président du Parti coopératif de 2001 à 2019. 
Il cherche à devenir le candidat du Parti travailliste aux Élections municipales de 2016 à Londres, mais arrive dernier des six candidats au scrutin . 

## Jeunesse
Thomas fréquente le Hatch End High School sur Headstone Lane à Hatch End, puis le Lowlands College à Harrow. Au University College of Wales Aberystwyth, il obtient un BSc en économie en 1988 et plus tard un PGCE de la Thames Polytechnic en 1992. Il obtient une maîtrise en études impériales et du Commonwealth au King's College de Londres en 1996 et est devenu enseignant. 

## Carrière parlementaire
Gareth Thomas est président du Parti coopératif et a été président du Congrès coopératif de 2003 . Il est nommé sous-secrétaire d'État parlementaire au Département du développement international en 2003 et parraine la loi sur les sociétés industrielles et de prévoyance par l'intermédiaire du Parlement. 
En 2003, Thomas tente très tôt d'interdire de fumer dans les restaurants avec un projet de loi d'initiative parlementaire . 
Après le remaniement du 29 juin 2007, il reste au Développement international tout en faisant partie du nouveau Département des entreprises, des entreprises et de la réforme de la réglementation, en étant nommé sous-secrétaire d'État parlementaire à la Politique commerciale et à la Consommation. Il a la responsabilité de coordonner la politique commerciale entre les deux départements . 
À la suite du remaniement de Gordon Brown du 3 octobre 2008, il est promu ministre d'État dans les deux départements, assumant le portefeuille du commerce, de l'investissement et de la consommation. Lors du remaniement de juin 2009, DBERR est aboli, laissant Thomas continuer de jouer son rôle uniquement au développement international, la responsabilité de la consommation revenant à Kevin Brennan. 
En mai 2010, il est réélu député de Harrow West avec une majorité réduite (sur la base d'un résultat théorique de 2005). Il est ministre fantôme de l'enseignement supérieur et des sciences d'octobre 2010 à octobre 2011, ministre fantôme de la société civile d'octobre 2011 à octobre 2013, ministre fantôme de l'Europe de mars 2013 à octobre 2014, puis ministre fantôme de l'Afrique et du Moyen-Orient d'octobre 2014 à mars 2015. 
Lors de l'élection générale de 2015, la candidate conservatrice Hannah David le met en difficulté et sa majorité est réduite à 2208 voix . 
Il soutient Owen Smith lors des élections à la direction du Parti travailliste (Royaume-Uni) en 2016. Après la victoire de Jeremy Corbyn aux élections à la direction, Thomas est l'un des premiers députés travaillistes à retourner au banc avant, en tant que ministre fantôme du gouvernement local. 
Lors des élections générales de 2017, il est réélu député de Harrow West avec une majorité considérablement augmentée de 13 314 voix. Il est réélu en décembre 2019 et en juillet 2024. Il est nommé sous-secrétaire d'Etat au département de l'Industrie et du Commerce dans le gouvernement Starmer, le 9 juillet 2024.